# Pierre Curie
Pour les articles homonymes, voir Curie et Famille Curie.
Ne doit pas être confondu avec Pierre Curie (conservateur).
Pierre Curie, né le 15 mai 1859 à Paris et mort le 19 avril 1906 dans la même ville, est un physicien français, connu pour ses travaux en radioactivité, en magnétisme et en piézoélectricité. Avec Marie Curie, son épouse, ils furent les pionniers de l'étude des radiations (rayonnement corpusculaire naturel), et reçurent une moitié du prix Nobel de physique de 1903 (l'autre moitié a été remise à Henri Becquerel) « en reconnaissance des services extraordinaires qu'ils ont rendus par leur effort conjoint de recherches sur les phénomènes des radiations découvertes par le professeur Henri Becquerel ».

## Biographie

### Enfance
Pierre Curie est le fils d'un médecin protestant, Eugène Curie (1827-1910) et de Sophie-Claire Depouilly (1832-1897). Il a un frère aîné, Jacques Curie (1856-1941), avec qui il découvre la piézoélectricité.
Le grand-père de Pierre Curie, Paul Curie (1799-1853), docteur en médecine homéopathe, est un humaniste malthusien engagé et marié à Augustine Hofer, fille de Jean Hofer et arrière-petite-fille de Jean-Henri Dollfus, grands industriels mulhousiens de la seconde moitié du XVIIIe siècle et de la première partie du XIXe siècle.
Par cette grand-mère paternelle, Pierre Curie se trouve également être un descendant en ligne directe du savant et mathématicien bâlois, Jean Bernoulli (1667-1748), tout comme Pierre-Gilles de Gennes, prix Nobel de physique 1991.
Pierre Curie ne fréquente ni l'école, ni le lycée, l'enseignement ne devenant obligatoire en France qu'à partir de 1881 (lois Jules Ferry). Son instruction est dès lors assurée par ses parents, puis par un ami de la famille, M. Bazille, qui lui enseigne les mathématiques élémentaires et spéciales, ce qui développe les capacités mentales de Pierre, qui a clairement un intérêt pour cette science. À 16 ans, en novembre 1875, il passe son baccalauréat en sciences.

### Préparateur à la faculté des sciences de Paris

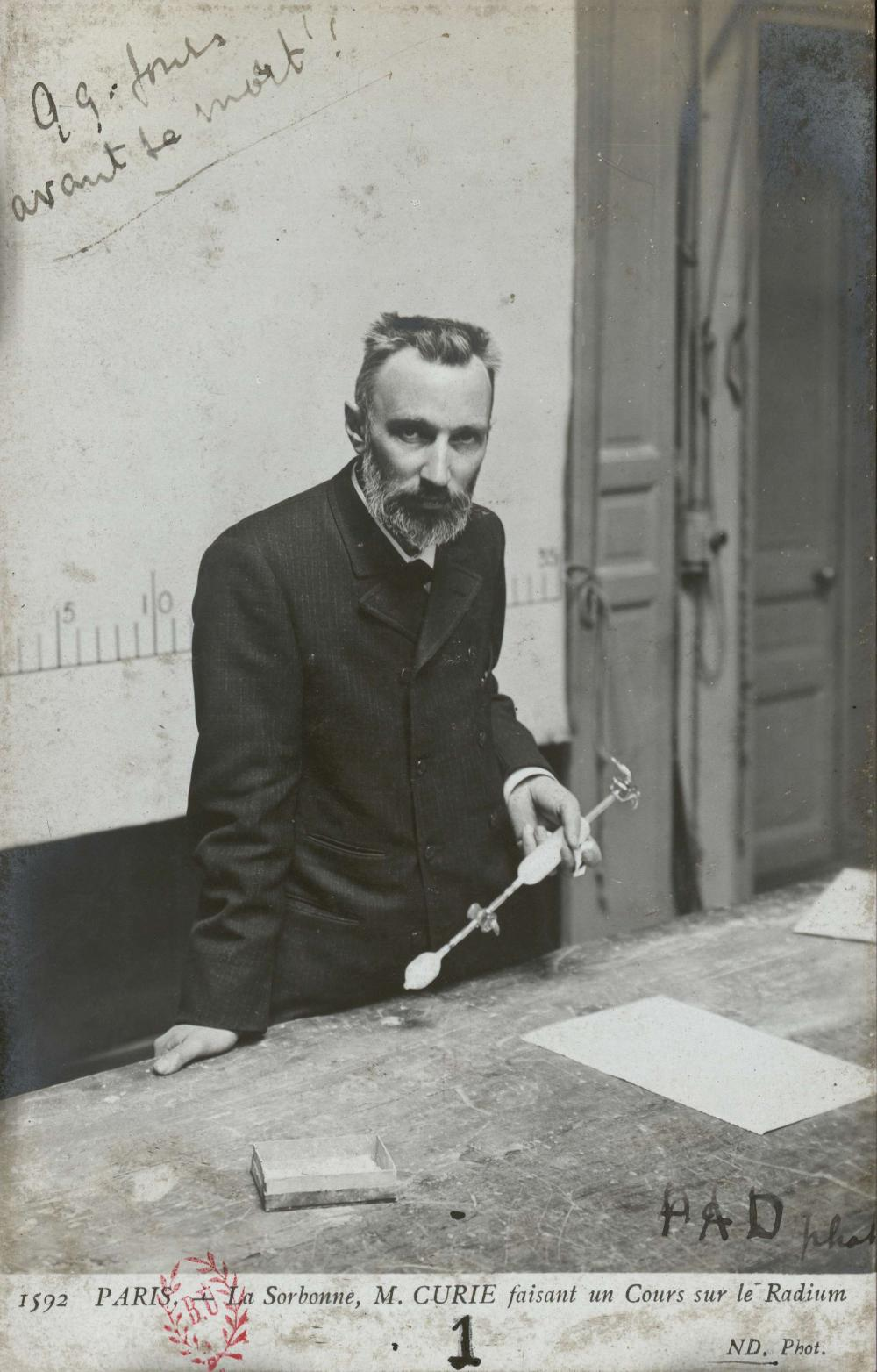
Pierre Curie faisant un cours sur le radium à la Sorbonne (Bibliothèque de la Sorbonne, NuBIS).

Il s'inscrit à la faculté des sciences de Paris et en novembre 1877 à 18 ans, il y passe brillamment sa licence en sciences physiques. Il prend ensuite en janvier 1878 le poste de préparateur-adjoint au laboratoire d'enseignement de la physique de Paul Desains, l'un des deux professeurs du cours de physique à la faculté. Il est nommé préparateur deux ans plus tard et mène une des premières études de rayonnement du corps noir.
Dans le laboratoire de Charles Friedel, Pierre Curie étudie, en collaboration avec son frère aîné Jacques, les propriétés des cristaux. En 1880, ils mettent en évidence l'effet piézoélectrique et étudient ses caractéristiques.

### Professeur à l'École municipale de physique et de chimie industrielles de la ville de Paris

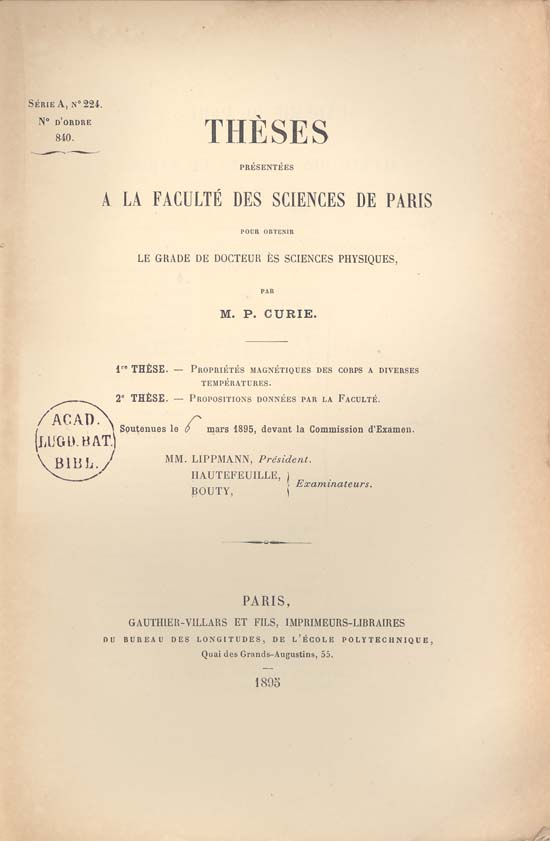
Page couverture de Propriétés magnétiques des corps à diverses températures, thèse de Pierre Curie publiée en 1895.

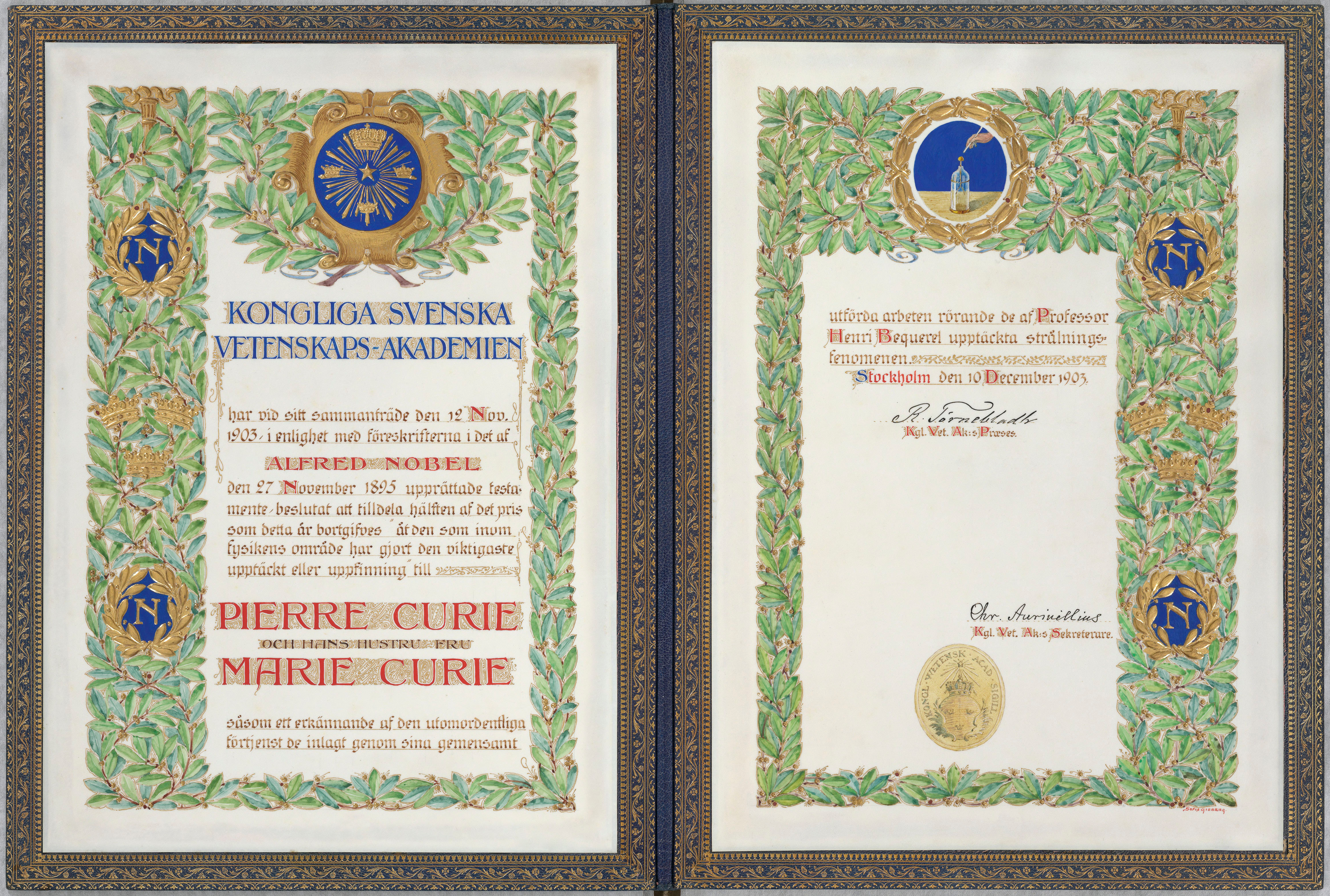
Le diplôme du prix Nobel de physique 1903, dont il partage la moitié avec son épouse Marie Curie, l'autre moitié étant attribuée à Henri Becquerel.

En 1883, il devient préparateur puis chef de travaux dans la nouvelle École municipale de physique et de chimie industrielles de la ville de Paris auprès du professeur Fernand Dommer. Il étudie l'effet piézoélectrique inverse et conçoit le dynamomètre piézoélectrique. Il entreprend une étude théorique de la symétrie en cristallographie et en physique. Dans sa thèse pour le doctorat ès sciences physiques, soutenue le 6 mars 1895 à la faculté des sciences de l'université de Paris, portant sur les propriétés magnétiques des corps à diverses températures, il énonce la loi de Curie et définit le point de Curie, température au-delà de laquelle certains matériaux perdent leurs propriétés magnétiques.
En mars 1895, Pierre Curie est nommé à un nouveau poste de professeur chargé de la partie théorique du cours d'électricité et magnétisme, au côté d'Édouard Hospitalier. Pierre Curie est responsable du laboratoire de physique de l'école de 1882 à sa mort et chargé de l'organisation de l'enseignement de la physique. En tant que professeur, il forme de nombreux physiciens (dont André-Louis Debierne, Georges Urbain, Paul Delorme ou Paul Langevin) avec lesquels il collabore au cours de ses recherches. Il se lie d'amitié avec le physicien suisse Charles Édouard Guillaume et avec Georges Sagnac, Paul Langevin, Jean Perrin et André-Louis Debierne qui deviennent des intimes de la famille Curie.
En 1895, Pierre Curie épouse une jeune Polonaise, Maria Sklodowska, venue poursuivre ses études scientifiques à la faculté des sciences de Paris en 1891. Elle s'intéresse de près aux découvertes de Wilhelm Röntgen sur les rayons X et à celles d'Henri Becquerel, qui a découvert la radioactivité en 1896. Pierre Curie abandonne dès lors ses recherches sur le magnétisme et travaille avec sa femme sur l'uranium.

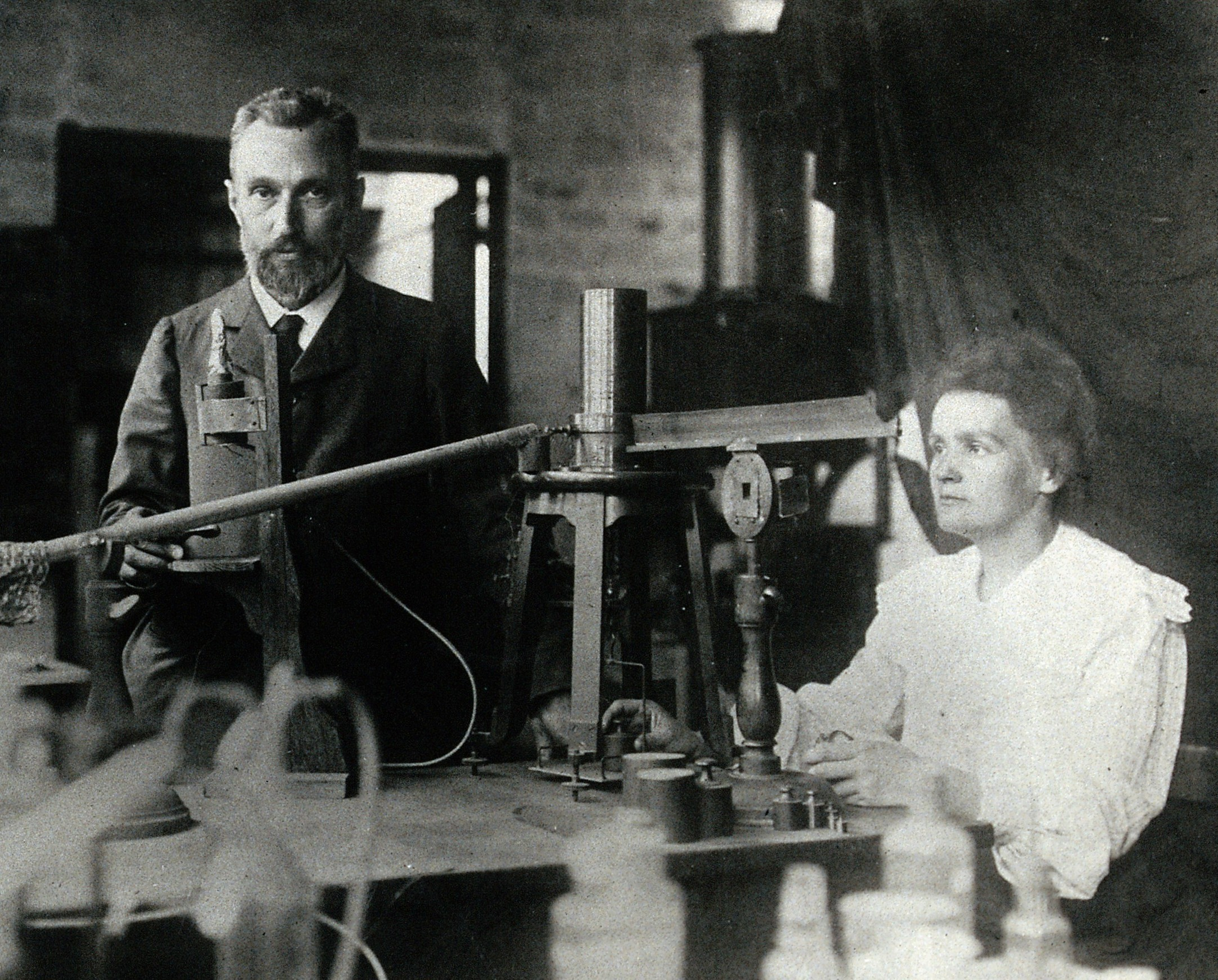
Pierre et Marie Curie dans leur laboratoire.

Grâce à un financement inespéré, ils font venir une tonne de pechblende de Joachimsthal, en Bohême, dans leur laboratoire de Paris. Par des étapes de raffinage précises et dangereuses, ils isolent successivement les sels radioactifs de la roche brute. En 1898, ils publient leurs premiers résultats et annoncent la découverte de deux nouveaux radio-éléments : le polonium et le radium. Ils utilisent pour la première fois le terme de « radioactivité ». Leur travail, y compris le fameux mémoire de doctorat de Marie, s'appuie sur un électromètre piézoélectrique précis construit par Pierre et son frère Jacques.
Pierre et André-Louis Debierne font la première découverte de l’énergie nucléaire, en identifiant l'émission continue de chaleur par des particules de radium. Il étudie également les émissions de substances radioactives par radiation et, en utilisant des champs magnétiques, il montre que certaines émissions sont chargées positivement (radiations alpha, bêta+), d'autres négativement (bêta-), et d'autres neutres (radiations gamma).
Jusqu'en 1902, Pierre et Marie tentent d'extraire une quantité suffisante de radium pour en déterminer la masse atomique, tentative réussie en 1902. À la suite des résultats de cette recherche, Pierre et Marie reçoivent conjointement la moitié du prix Nobel de physique en 1903 « en reconnaissance des extraordinaires services qu'ils ont rendus par leurs recherches communes sur les phénomènes de radiation découverts par le Professeur Henri Becquerel ». Cette même année, ils sont tous deux lauréats de la médaille Davy.

### Professeur à la faculté des sciences de l'université de Paris
Le 2 mars 1900, Pierre Curie est nommé répétiteur auxiliaire de physique à l'École polytechnique. Il démissionne en octobre suivant à la suite de sa nomination à la faculté des sciences de l'université de Paris comme chargé d'un cours complémentaire de physique pour l'enseignement au certificat d'études de physique, chimie et sciences naturelles (année préparatoire aux études de médecine) en octobre 1900, avec un traitement annuel de 6 000 francs, en remplacement de Lucien Poincaré. En octobre 1904, après l'obtention du prix Nobel, il est nommé professeur titulaire d'une nouvelle chaire de physique générale à la faculté et obtient la construction d'un laboratoire dans la cour de l'annexe de la faculté dédiée au certificat PCN située 12, rue Cuvier. Marie Curie obtient en novembre 1904 le poste de chef de travaux de la chaire avec un traitement annuel de 2 400 francs. Il est élu membre de l'Académie des sciences en 1905.

### Accident fatal
Pierre Curie meurt subitement le 19 avril 1906, à l'âge de 46 ans, dans un accident de la circulation à hauteur du no 2 de la rue Dauphine dans le 6e arrondissement de Paris. Ayant déjeuné avec Jean Perrin et en compagnie de confrères et d'amis dont Paul Langevin et Joseph Kowalski à l'hôtel des sociétés savantes, 8 rue Danton, il quitte ses convives à 14 heures, pour se rendre à la librairie Gauthier-Villars, 55 quai des Grands-Augustins, afin de relire les épreuves de son dernier article. Trouvant porte close en raison d'une grève, il se dirige vers le quai de Conti. Arrivé à l'angle de la rue Dauphine, où le trafic est dense, il veut traverser la chaussée pour gagner le quai de Conti, mais, courant pour éviter un fiacre qui se dirige vers le pont Neuf, il se heurte au cheval de gauche d'un camion hippomobile arrivant en sens inverse, chargé de près de quatre tonnes d'effets militaires,. Pierre Curie glisse sur le macadam mouillé et tombe devant le camion, dont une roue arrière le blesse mortellement à la tête, malgré les efforts immédiats du conducteur pour arrêter ses chevaux.

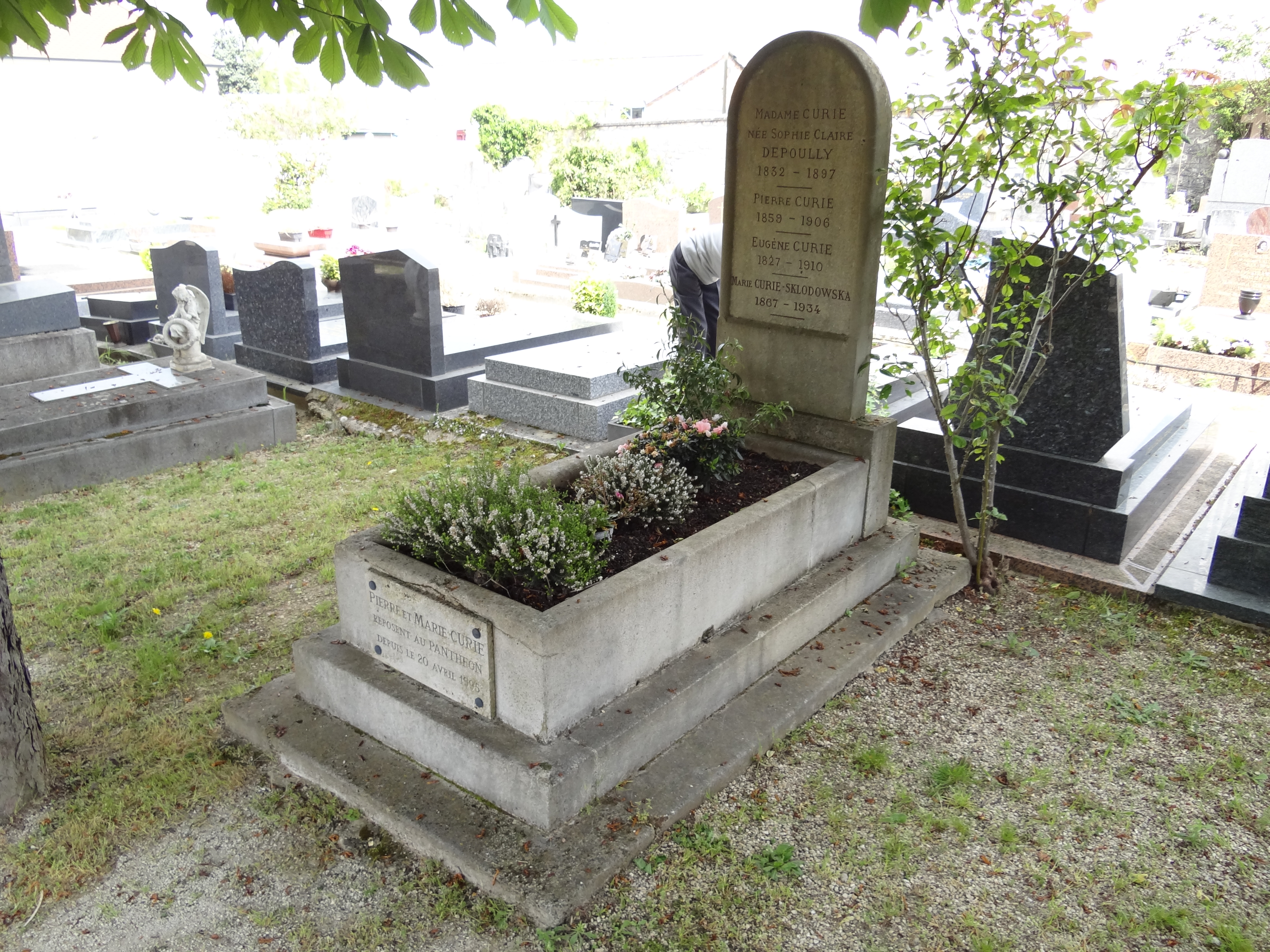
L'ancienne tombe de Pierre et Marie Curie au cimetière de Sceaux (Haut-de-Seine).

Les obsèques ont lieu dès le surlendemain à Sceaux, dans l'intimité familiale, le seul personnage officiel présent à la cérémonie étant le ministre de l'Instruction publique, Aristide Briand.

### Postérité
Pierre et Marie Curie sont les parents de deux filles :
- Irène Joliot-Curie, qui reçoit, comme ses parents, le prix Nobel de chimie en 1935 avec son époux, Frédéric Joliot-Curie pour leurs travaux sur la radioactivité artificielle ;
- Ève Curie, qui écrit une biographie mondialement connue de sa mère, et qui épouse Henry Labouisse qui, en sa qualité de directeur exécutif de l'UNICEF, reçoit le prix Nobel de la paix attribué à cette organisation en 1965.

## Travaux

### Longueur d'onde calorifique
Pierre Curie étudie le rayonnement du corps noir en mesurant la longueur d'onde émise par des corps couverts de fumées portés à différentes températures dans le laboratoire du professeur Paul Desains. Ces travaux initient l'étude empirique de Friedrich Paschen et les travaux de Wilhelm Wien qui lui vaudront le prix Nobel de physique en 1911.

### L'effet piézoélectrique
Dès l'année 1880, Pierre et son frère Jacques Curie découvrent le phénomène piézoélectrique de certains cristaux comme le quartz, la tourmaline ou la pechblende. Ils établissent les conditions de symétrie nécessaire à sa production dans les cristaux et déterminent les caractéristiques du dégagement électrique. Ils expliquent le phénomène ainsi que la pyroélectricité étudiée par Charles Friedel en devinant l'existence d'une polarisation électrique primordiale des molécules. À la suite d'un article de Gabriel Lippmann paru en 1881, les deux frères démontrent l'effet piézoélectrique inverse en augmentant les petits déplacements des cristaux soumis à un champ électrique au moyen d'un levier amplificateur observé au microscope. Il conçoit le dynamomètre piézoélectrique pour mesurer de faibles masses ou déterminer de très petites quantités d'électricité statique.

### Étude théorique sur la symétrie
Pierre Curie transpose les outils théoriques développés en cristallographie par Auguste Bravais et Arthur Moritz Schoenflies à l'étude de la physique. Il introduit les notions de plans de symétries rotatoires et de translation. Il complète les définitions introduites par Woldemar Voigt de vecteurs polaires (pour décrire le champ électrique) ou axiaux (pour décrire le champ magnétique) et de tenseurs (pour décrire les tensions mécaniques élastiques sur un corps solide). Il énonce un grand nombre de théorèmes généraux pour étudier les symétries en physique théorique dont le principe de Curie.

### Propriétés magnétiques des corps
Durant sa thèse, Pierre Curie étudie les propriétés magnétiques des corps ferromagnétiques et diamagnétiques à différentes températures. Il remarque que la susceptibilité magnétique d'un matériau paramagnétique est inversement proportionnelle à la température et mesure la température de Curie de transition de phase entre son état ferromagnétique et son état paramagnétique de plusieurs matériaux. La loi de Curie est expliquée théoriquement grâce à des concepts de physique statistique par Paul Langevin, qui fut l'élève de Pierre Curie à l'École supérieure de physique et de chimie industrielles de la ville de Paris.

### Radioactivité
Après la découverte de la radioactivité naturelle par Henri Becquerel, Pierre et Marie Curie étudient les propriétés de rayonnement des corps radioactifs comme l'uranium et parviennent à séparer deux métaux très radioactifs, le polonium puis le radium en collaboration avec Gustave Bémont. Avec André-Louis Debierne puis Jacques Danne, il découvre la radioactivité induite et mesure la charge électrique du rayonnement émis par les corps radioactifs.

### Instrumentation scientifique
Pierre Curie a une importante activité de conception d'instruments scientifiques. Il met au point le quartz piézoélectrique, conçoit des électromètres performants (électromètre apériodique et à bilame de quartz) et une balance de précision apériodique capable de mesurer le centième de milligramme.

## Œuvres
- Recherche sur la chaleur rayonnante, avec Paul Desains, 1880.
- Contractions et dilatations produites par des tensions électriques dans les cristaux hémièdres à faces inclinées, avec Jacques Curie, 1881.
- Sur les répétitions et la symétrie, 1885.
- Sur un électromètre à bilame de quartz, 1888.
- Sur un électromètre astatique pouvant servir comme wattmètre, avec René Blondlot, 1889.
- Sur une balance de précision apériodique et à lecture directe des derniers poids, 1889.
- Sur la symétrie dans les phénomènes physiques, symétrie d'un champ électrique et d'un champ magnétique, 1894.
- Propriétés magnétiques des corps à diverses températures, thèse de doctorat, 1895. lire en ligne
- Sur une nouvelle substance fortement radioactive contenue dans la pechblende, avec Marie Curie et Gustave Bémont, 1898.
- Sur la charge électrique des rayons déviables du radium, 1900.
- Les nouvelles substances radioactives et les rayons qu’elles émettent, 1900.
- Sur la radioactivité induite provoquée par des sels de radium, avec André Debierne, 1901.
- Notice sur les travaux scientifiques de Pierre Curie, 1902. lire en ligne
- Sur un appareil pour la détermination des constantes magnétiques, 1904. lire en ligne
- Œuvres de Pierre Curie publiées par les soins de la Société française de physique (préf. Marie Curie), Paris, Éd. des Archives Contemporaines, 1984 (1re éd. 1908), 621 p. (ISBN 978-2-903928-07-0, OCLC 467139395, lire en ligne)

## Distinctions
- Lauréat avec Jacques Curie du prix Planté de l'Académie des sciences en 1895[24]
- Lauréat du prix La Caze de l'Académie des sciences en 1901[25]
- Lauréat avec Marie Curie du prix de la fondation Debrousse de l'Académie des sciences en 1902
- Lauréat avec Marie Curie et Henri Becquerel du prix Nobel de physique en 1903[26]
- Lauréat avec Marie Curie de la médaille Davy de la Royal Society en 1903[27]
- Membre de l'Académie des sciences élu le 3 juillet 1905[28]
- Lauréat, à titre posthume, du prix Jean-Reynaud de l'Institut, décerné en 1906 par l'Académie des sciences, pour ses travaux sur la piézoélectricité et les propriétés des corps radioactifs[29].

## Hommages

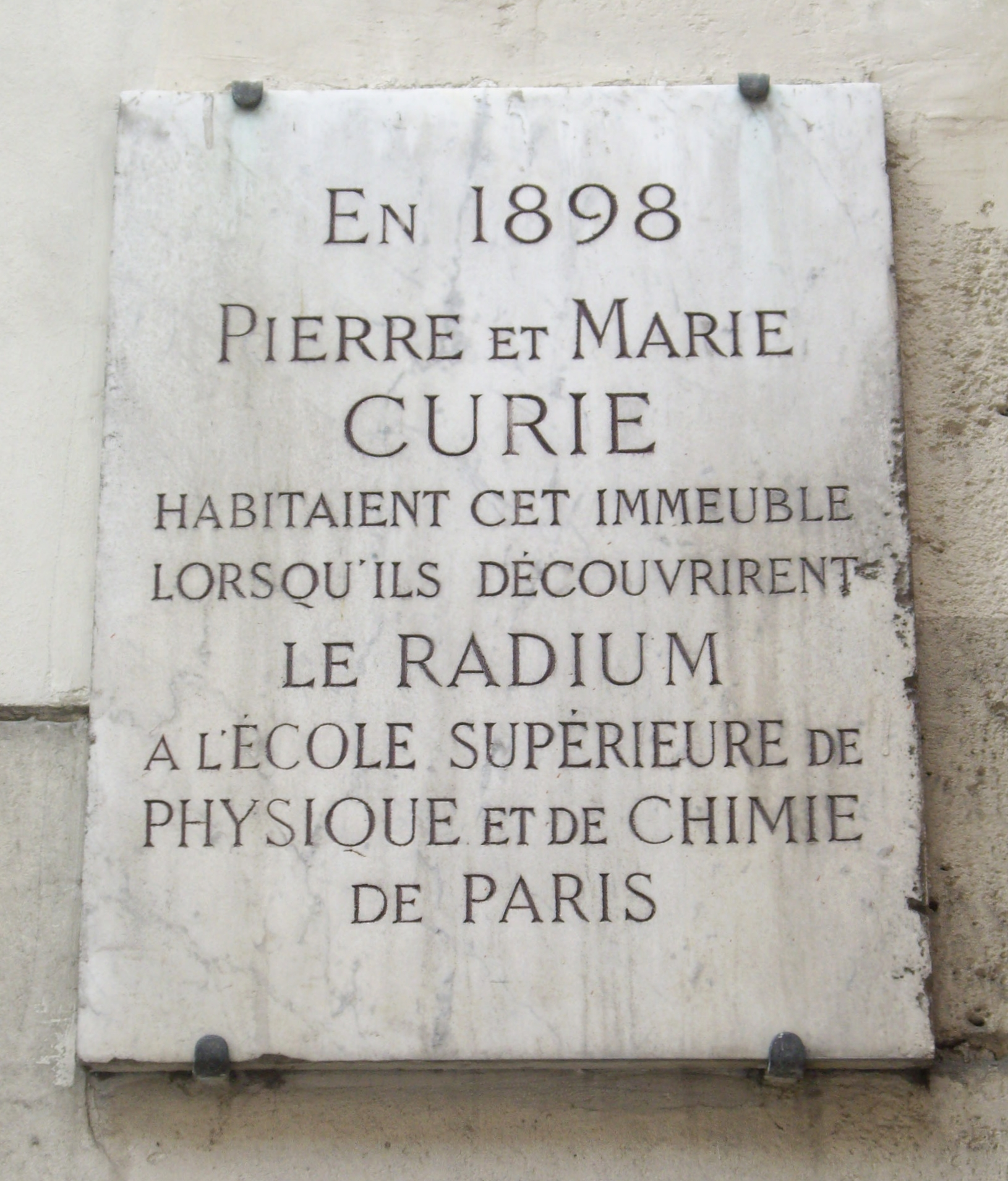
Plaque 24 rue de la Glacière (13e arrondissement de Paris), où il vécut avec son épouse.

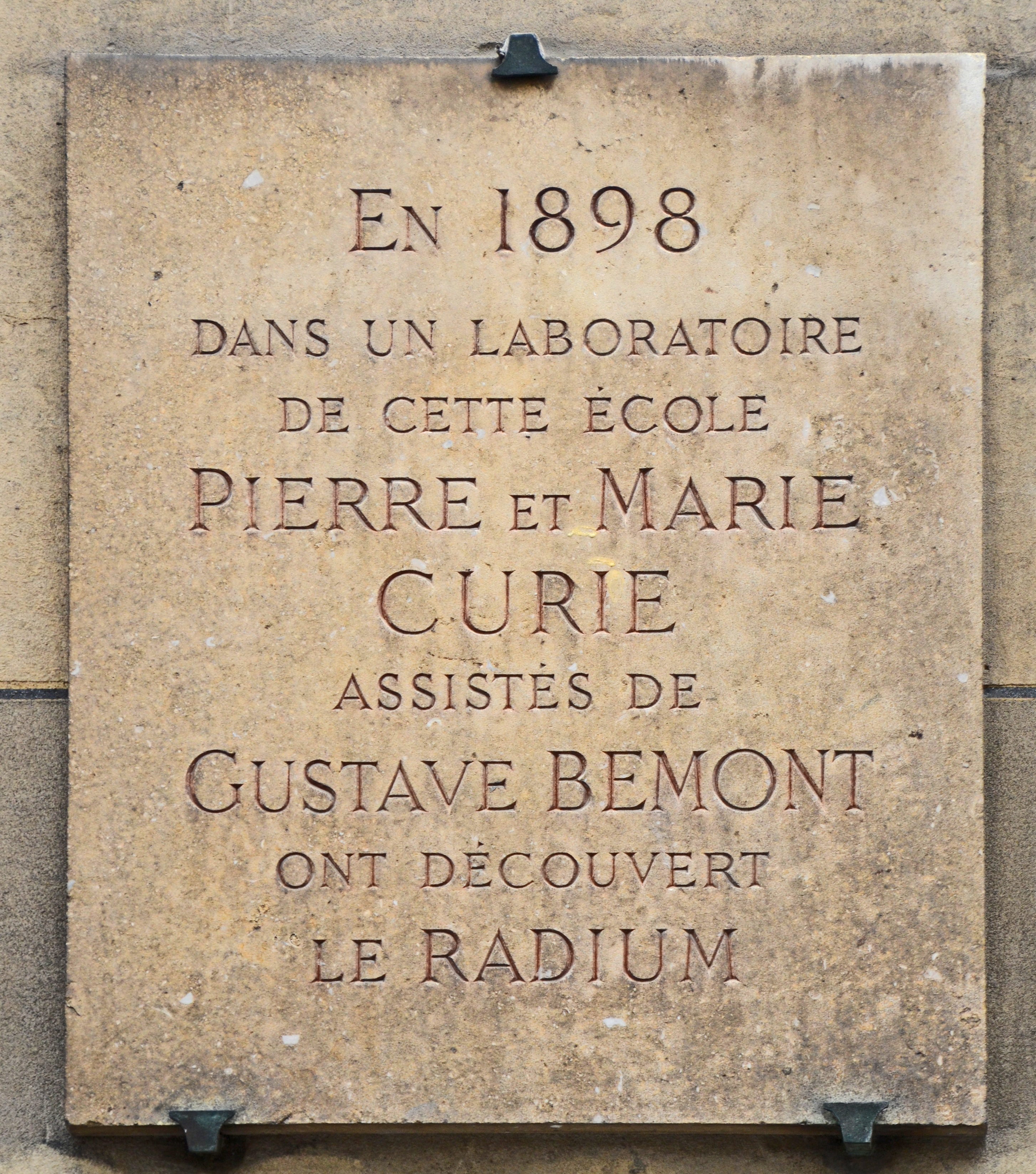
Plaque 10 rue Vauquelin (5e arrondissement de Paris), où il participa à la découverte du radium.

- Le 20 avril 1995, sur décision du président François Mitterrand, ses cendres et celles de sa femme Marie sont transférées du cimetière familial de Sceaux au Panthéon de Paris[30]
- Le curie est une unité de radioactivité (3,7 × 1010 désintégrations par seconde) dont le nom est un hommage rendu à Pierre Curie par le Congrès de radiologie de 1910.
- Le point de Curie est la température où un corps perd ses propriétés magnétiques.
- En 2015, Pierre Curie est le treizième personnage le plus célébré au fronton des 67 000 établissements publics français : pas moins de 357 écoles, collèges et lycées lui ont donné son nom, derrière Joseph (880), Jules Ferry (642), Notre-Dame (546), Jacques Prévert (472), Jean Moulin (434), Jean Jaurès (429), Jeanne d'Arc (423), Antoine de Saint-Exupéry (418), Sainte Marie (377), Victor Hugo (365), Louis Pasteur (361), Marie Curie (360), mais devant Jean de La Fontaine (335), Paul Langevin (296)[31].
- L'université Paris-VI, jusqu'à son absorption par Sorbonne-Université le 1er janvier 2018[32], se nommait université Pierre-et-Marie-Curie.
- L’élément atomique no 96, découvert en 1944, a été baptisé curium en l’honneur de Pierre et Marie Curie.
- En 1970, l'Union astronomique internationale a donné le nom de Curie à un cratère lunaire.
- Curie (en) est également un cratère situé sur la planète Mars.
- Le glacier Pierre Curie, dans les îles Kerguelen des Terres australes et antarctiques françaises, porte son nom depuis 1908[33].

#### Bases de données et dictionnaires
- Ressources relatives à la recherche :   - Atomic Heritage Foundation
  - La France savante
  - HAL
  - Mathematics Genealogy Project
  - Persée
- Ressources relatives aux beaux-arts :   - AGORHA
  - National Portrait Gallery
- Ressource relative à la santé :   - Bibliothèque interuniversitaire de santé
- Ressource relative à la bande dessinée :   - Comic Vine
- Ressource relative à la musique :   - MusicBrainz
- Notices dans des dictionnaires ou encyclopédies généralistes :   - Britannica
  - Brockhaus
  - Den Store Danske Encyklopædi
  - Deutsche Biographie
  - Gran Enciclopèdia Catalana
  - Hrvatska Enciklopedija
  - Internetowa encyklopedia PWN
  - Nationalencyklopedin
  - Proleksis enciklopedija
  - Store norske leksikon
  - Treccani
- Notices d'autorité :   - VIAF
  - ISNI
  - BnF (données)
  - IdRef
  - LCCN
  - GND
  - Italie
  - Japon
  - Espagne
  - Pays-Bas
  - Pologne
  - Israël
  - NUKAT
  - Catalogne
  - Suède
  - Australie
  - Croatie
  - Tchéquie